# Hieraci
Hieraci (Hieracium) que ve del nom grec hierax, "falcó", és un gènere de plantes de la família de les asteràcies o compostes, subfamília cicoriòidies, a la qual pertanyen plantes tan conegudes com els dents de lleó (gènere taraxacum), xicoira (cichorium), enciam (lactuca) i lletsó (sonchus), etc., entre les més populars. Dels hieracis hi ha registrades més de 10.000 espècies i subespècies, contribuint a fer que la família asteràcia sigui la segona família de plantes en nombre d'espècies, després de les orquídies.
Consta de dos subgèneres, Hieracium i Pilosella. Alguns especialistes prefereixen tractar Pilosella com un gènere diferent. Independentment de si es vol considerar com un subgènere o com un gènere, en benefici de la claredat convé dedicar a Pilosella un article a part.
Se suposa que tot aquest gran nombre d'espècies esmentat abans procedeix d'hibridacions a partir d'una petita quantitat d'espècies originals (unes cent a Europa). Tot i que aquestes plantes es reprodueixen quasi sempre de forma asexual o agamospèrmica, les hibridacions són possibles, i els individus resultants si s'adapten al medi, poden generar noves poblacions d'individus idèntics (o clons) per apomixi, i com que aquests es poden tornar a creuar amb una de les espècies originals o amb un altre híbrid, el nombre de combinacions possibles és molt gran, i les espècies resultants són sovint molt subtilment o escassament diferenciades.
Hi ha botànics que són partidaris de donar a cada un d'aquests clons resultants la categoria d'espècie, mentre que uns altres prefereixen reconèixer només uns quants centenars d'espècies diferents, menys detalladament definides.

## Morfologia
Són plantes hemicriptòfites, és a dir, plantes herbàcies perennes amb les gemmes arran de terra, o sigui que renoven almenys anualment tota la seva part aèria. En el moment de rebrostar, acabat l'hivern, pot aparèixer un grup de fulles basals que es disposen aproximadament en forma de roseta. Les espècies que conserven aquestes fulles en el moment de la floració les anomenem plantes fil·lòpodes. i les espècies que no les conserven, o bé no formen cap grup de fulles basals les anomenem no fil·lòpodes.

Aquestes plantes generen una tija, foliosa o no, amb ramificacions laterals o no, però almenys ramificada a la inflorescència, que segons les espècies consta de 2 a molts capítols, en aquest darrer cas en forma de panícula, o en algunes espècies, umbel·liforme. Les bràctees que clouen els capítols solen ser lanceolades, disposades en diversos rengles (o més aviat desarenglerades), i les lígules grogues, en alguna espècie d'un groc pàl·lid. Algunes espècies tenen les lígules piloses o ciliades. Els estils molt sovint grocs, algunes vegades lívids o negrosos, o d'algun altre color. Els fruits, aquenis de 3 a 5 mm. de llargada (exceptuant H. laniferum, H. lawsonii i espècies pròximes a aquestes, que els tenen més petits), en moltes espècies són negrosos, en algunes són d'un color bru més o menys clar o més o menys rogenc. Aquests aquenis posseeixen un papus de pèls generalment dentats, bastant rígids i fràgils, i disposats en dues rengleres. Un cop han desaparegut queda al descobert el receptacle on els alvèols que guardaven els aquenis poden tenir els marges glabres, a vegades amb dents més o menys llargues, o bé els marges moderadament pilosos, o bé molt pilosos. Com que aquest és un caràcter que no varia dins de cada espècie, s'utilitza en les claus de determinació.

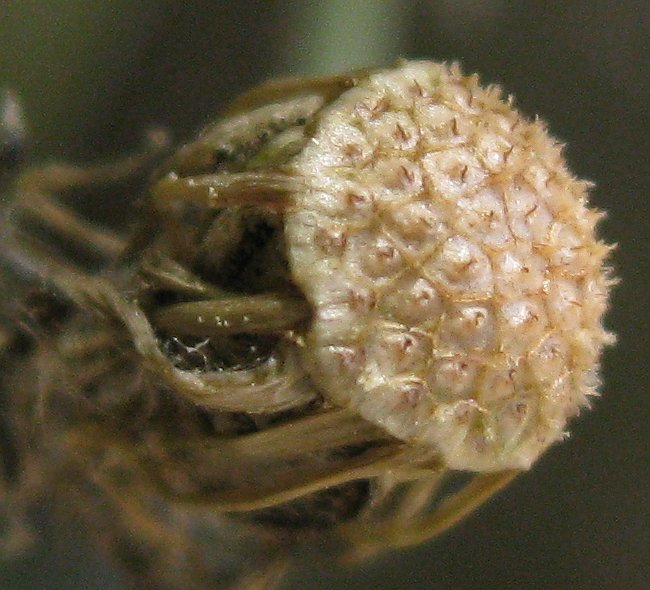
Receptacle glabre de h. glaucinum
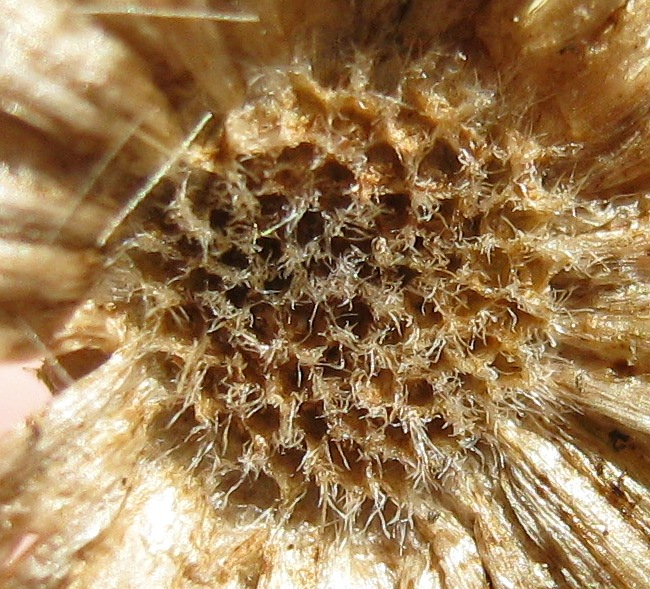
Receptacle pilós de h. cerinthoides
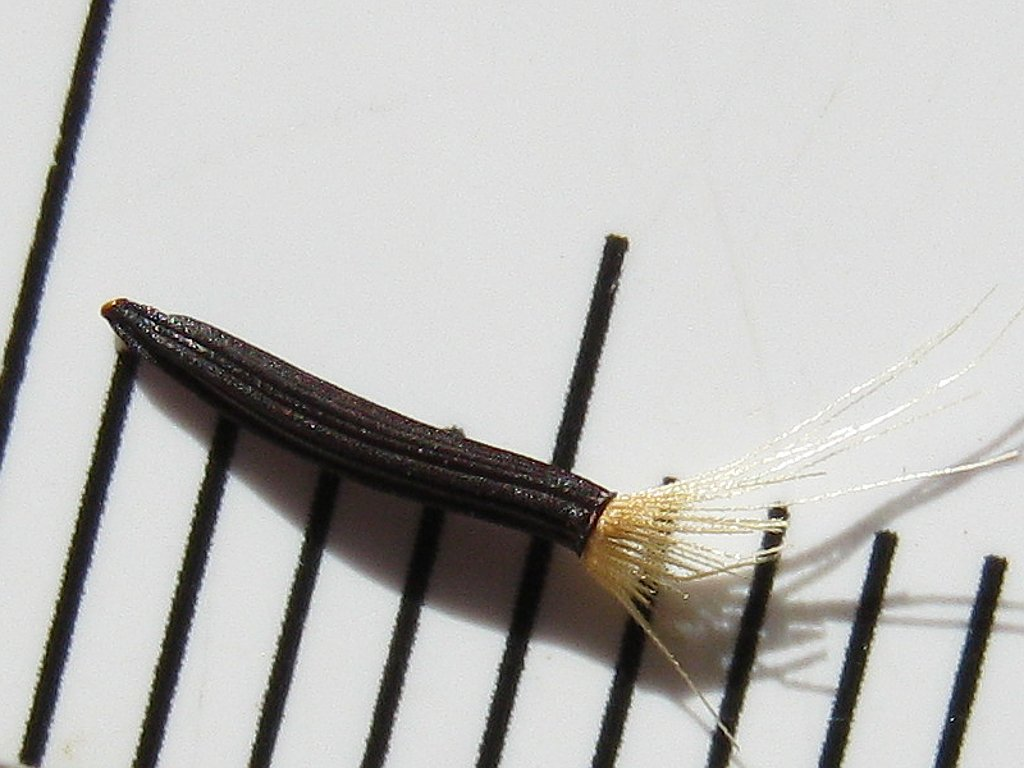
Aqueni de h. glaucinum

Les fulles, tiges i bràctees involucrals poden ser glabres, glabrescents, o piloses, i en aquest darrer cas, amb proporcions variades de pèls glandulosos (pèls normalment engruixits a la base, foscos o negrosos, i acabats en una petita esfera viscosa), o pèls simples més o menys blancs de vegades també engruixits a la base, més o menys rígids, en alguna espècie dentats o quasi plumosos, o curts pèls estel·lats -o asteriformes- que en cas de ser molt abundants i densos formen com un toment blanc damunt la superfície o li donen un aspecte flocós. Les fulles poden ser glanduloses només al marge, i algunes espècies tenen tendència a tenir-les maculades, amb taques sovint negroses però variables, o d'un verd més fosc que la resta del limbe. Aquest darrer caràcter no ajuda molt a identificar-les perquè hi ha plantes que poden tenir al mateix temps fulles maculades i no maculades, o bé tenir-les maculades durant un temps i no en un altre.

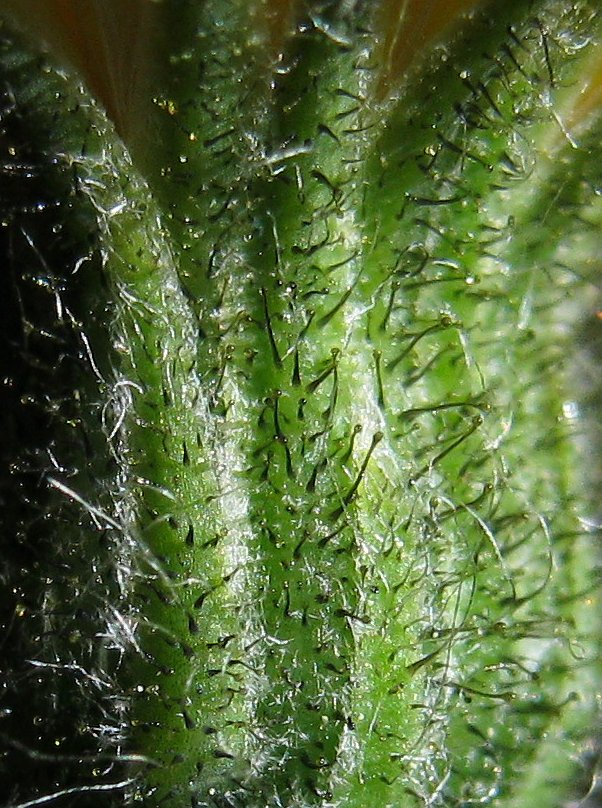
Pèls simples, glandulosos i alguns asteriformes
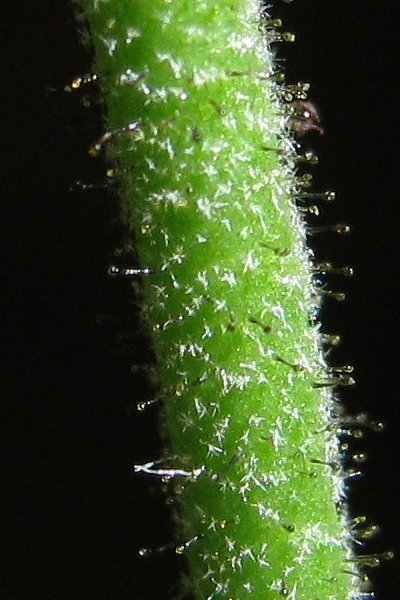
Fragment de tija amb pèls asteriformes i glandulosos

### Fil·lòpodes

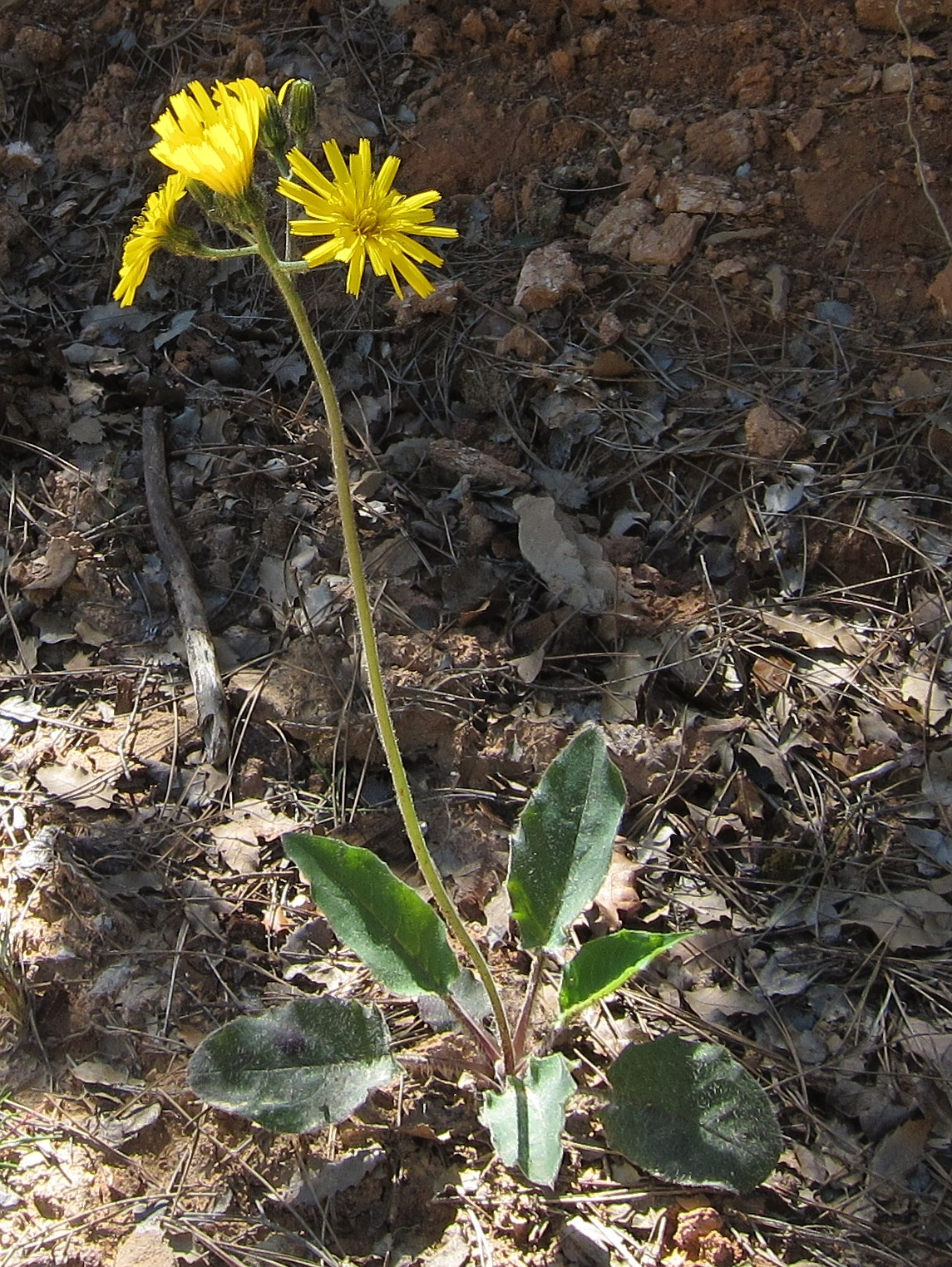
Hieracium murorum, planta fil·lòpoda en aquest cas afil·la

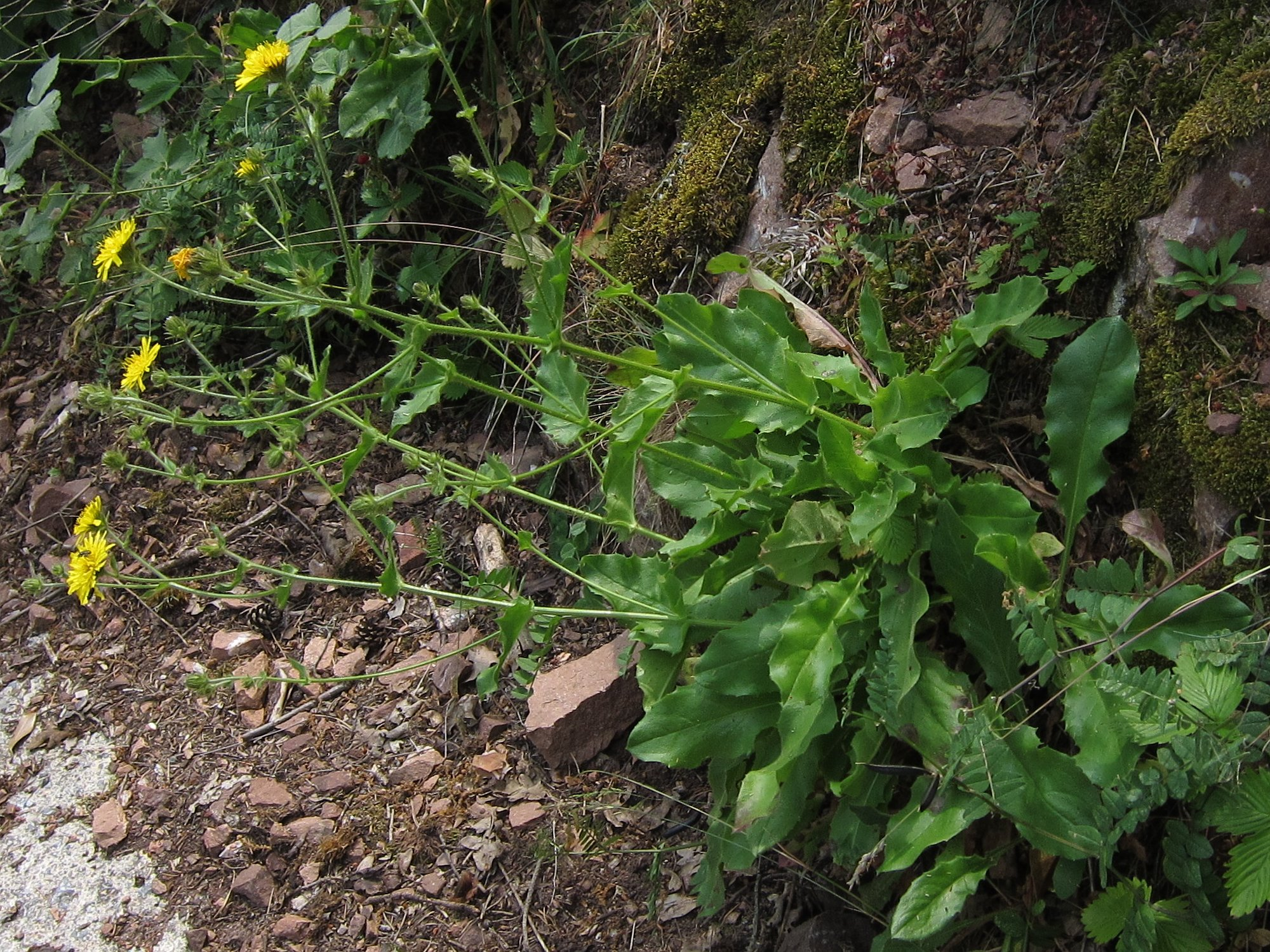
H. amplexicaule, planta fil·lòpoda i tija foliosa i ramificada

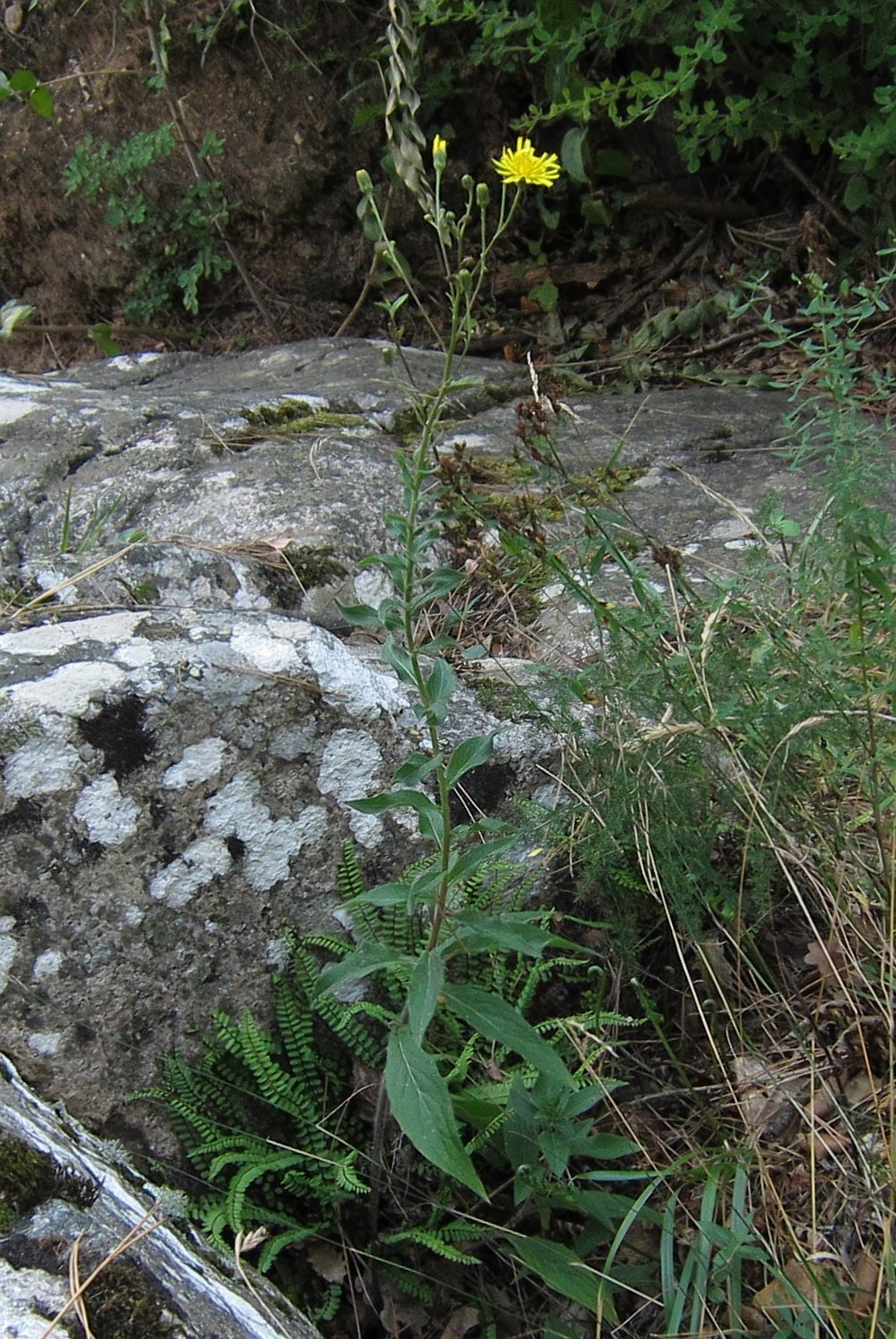
H. laevigatum, planta no fil·lòpoda

#### Una fulla caulinar o cap
Són plantes que treuen una tija del centre de la roseta, que pot ser afil·la (sense fulles) o tenir una sola fulla. Generalment arriben a uns 30 - 60 cm d'alçada. Les fulles, el·líptiques, ovades o lanceolades, són peciolades, enteres o més o menys dentades, i es conserven durant algunt temps després de la floració, amb tendència a assecar-se un cop entrat l'estiu, però en surten de noves si la meteorogia hi ajuda, i fins i tot pot aparèixer una altra tija florífera. Així, tot i que solen florir a la primavera, algunes espècies en alguns llocs poden florir també a la tardor, o fer-ho durant un període variablement llarg. H. murorum i H. glaucinum són les més corrents d'aquest grup.

#### De 2 a 10 fulles caulinars
Grup molt més nombrós en espècies, però no en abundància d'individus, almenys als Països Catalans. Alçada més variable, de 10 cm. fins a un metre. Les fulles basals poden tenir formes molt més variades, i les caulinars poden ser peciolades, sèssils, amplexicaules o subamplexicaules. Unes i altres també segueixen verdes temps després de la floració. Algunes espècies són eriòpodes, unes altres són gimnòpodes o suberiòpodes. La majoria d'espècies d'aquest grup comencen a florir més tard que les de l'anterior. H. amplexicaule és probablement la més corrent.

### No fil·lòpodes
Són plantes de floració més tardana, segona meitat de l'estiu i primera de la tardor, i en aquest temps les fulles basals, en cas d'haver-n'hi hagut, ja estaran seques i/o desaparegudes. En general, més altes, poden passar de llarg d'un metre d'alçada, i amb fulles de vegades molt nombroses com en el cas de H. laevigatum, o H. rectum.

## Distribució
Espais temperats o no gaire freds de l'hemisferi nord. Introduïts en alguns territoris de l'hemisferi sud, com Austràlia o Nova Zelanda.

## Hàbitat
Boscos poc densos o clarianes de bosc, vores de camins boscans, pastures poc denses, escletxes de roques en llocs no gaire secs, talussos més o menys inclinats. Absents dels terrenys sovint remoguts i dels adobats o nitrogenats. No són herbes per cercar als marges dels camins dels horts.

## Taxonomia
Aquestes espècies han estat localitzades als Països Catalans:

### Fil·lòpodes
Hieracium alatum Lapeyr.

Hieracium amplexicaule L.

Hieracium aragonense Scheele

Hieracium atropictum Arv.-Touv. et Gaut.

Hieracium aymericianum Arv.-Touv.

Hieracium bifidum Kit. ex Hornem.

Hieracium bourgaei Boiss.

Hieracium bowlesianum Arv.-Touv. et Gaut.

Hieracium briziflorum Arv.-Touv.

Hieracium candidum Scheele

Hieracium cavanillesianum Arv.-Touv. et Gaut.

Hieracium chamaepicris Arv.-Touv.

Hieracium cerinthoides L.

Hieracium coleoidiforme Zahn

Hieracium colmeiroanum Arv.-Touv. et Gaut.

Hieracium cordatum Scheele ex Costa

Hieracium cordifolium Lapeyr.

Hieracium eliseanum Arv.-Touv. ex Willk.

Hieracium eriopogon Arv.-Touv. et Gaut.

Hieracium fontanesianum Arv.-Touv. et Gaut.

Hieracium glaucinum Jord.

Hieracium glaucocerinthe Arv.-Touv. et Gaut.

Hieracium glaucophyllum Scheele

Hieracium guadarramense Arv.-Touv. et Gaut.

Hieracium humile Jacq.

Hieracium inuliflorum Arv.-Touv. et Gaut.

Hieracium juranum Fr.

Hieracium lachenalii C.C. Gmel.

Hieracium lamprophyllum Scheele

Hieracium laniferum Cav.

Hieracium lawsonii Vill.

Hieracium loeflingianum Arv.-Touv. et Gaut.

Hieracium loretii Fr.

Hieracium loscosianum Scheele

Hieracium maculatum Sm in Sowerby

Hieracium mixtum Froel in DC.

Hieracium murorum L.

Hieracium olivaceum Gren. et Godr.

Hieracium onosmoides Fr.

Hieracium pardoanum Arv.-Touv. et Gaut.

Hieracium phlomoides Froel in DC.

Hieracium piliferum Hoppe

Hieracium pinicola Arv.-Touv. et Gaut.

Hieracium pseudocerinthe (Gaudin) Koch

Hieracium purpurascens Scheele ex Willk. et Lange

Hieracium queraltense De Retz

Hieracium ramondii Griseb.

Hieracium rapunculoides Arv.-Touv.

Hieracium recoderi De Retz

Hieracium rupicola Jord.

Hieracium rupicaprinum Arv.-Touv. et Gaut.

Hieracium salviifolium Arv.-Touv. et Gaut.

Hieracium saxifragum Fr.

Hieracium schmidtii Tausch

Hieracium solidagineum Fr.

Hieracium sonchoides Arv.-Touv.

Hieracium souliei Arv.-Touv. et Gaut.

Hieracium subsericeum Arv.-Touv.

Hieracium turritifolium Arv.-Touv.

Hieracium ucenicum Arv.-Touv.

Hieracium umbrosum Jord.

Hieracium valentinum Pau

Hieracium valirense Arv.-Touv. et Gaut.

Hieracium vellereum Scheele ex Fr.

Hieracium viride Arv.-Touv.

Hieracium viscosum Arv.-Touv.

Hieracium vogesiacum (Kirschl.) Fr.

#### No fil·lòpodes
Hieracium cantalicum Arv.-Touv.

Hieracium compositum Lapeyr.

Hieracium crocatum Fr.

Hieracium hirsutum Bernh. ex Froel

Hieracium inuloides Tausch

Hieracium laevigatum Willd.

Hieracium latifolium Froel ex Link

Hieracium laurinum Arv.-Touv.

Hieracium neopicris Arv.-Touv.

Hieracium nobile Gren. et Godr.

Hieracium pallidiflorum Jord. ex Asch.

Hieracium prenanthoides Vill.

Hieracium racemosum Waldst. et Kit, ex Willd.

Hieracium ramossissimum Schleich. ex Hegetschw.

Hieracium rectum Griseb.

Hieracium sabaudum L.

Hieracium umbellatum L.